# Абу-ль-Хасан аль-Уклидиси
Абу-л-Хасан Ахмад ибн Ибрахим ал-Укли́диси (X в.) — арабский математик, работавший в Дамаске. Значение его прозвища: переписчик Евклида.
Ал-Уклидиси составил «Книгу разделов об индийской математике» (953), где описал всевозможные действия с числами, записанными в десятичной системе счисления. В этой книге содержится первая попытка введения десятичных дробей. Однако эта попытка была забыта и десятичные дроби были вновь изобретены ал-Каши в начале XV века.